# Conjuration de Nosso Pai
La Conjuration de "Nosso Pai" ("Notre Père") est un évènement défini comme de type régionaliste par les historiographes de l'Histoire du Brésil qui eut lieu au début de l'été 1666. Cette révolte tire son nom du simulacre du rituel de l'extrême-onction que pratiquaient les rebelles.
Le mouvement était dirigé par André de Barros Rego et a mobilisé l'aristocratie terrienne de la capitainerie de Pernambouc contre les privilèges des Portugais et le gouverneur Jerônimo de Mendonça Furtado, surnommé Xumbregas, personne grossière, accusé de collaboration avec les Français et de corruption. Il était le quatrième gouverneur de la Capitainerie et se brouilla avec la noblesse et le peuple à cause des multiples extorsions qu'il pratiquait. Quand survint une épidémie de peste das bexigas (variole), les gamins lui donnèrent le sobriquet de Xumbregas, en rapport à la conduite horrible de ce gouverneur. L'animosité à son égard était telle que les propriétaires terriens et la majorité du reste de la population allèrent, dans l'après-midi du 31 août 1666, jusqu'à son palais de la rue São Bento, à Olinda, l'attrapèrent à la sortie, le remirent à un juge qui lui notifia son arrestation, le destitua de fait, et l'enferma sous bonne garde jusqu'à son expulsion vers le Portugal avec le procès-verbal le concernant.
Ces faits donnèrent matière à une chansonnette qui était toujours entonnée quarante ans plus tard, durant la Guerre des Mascates, et que le peuple aimait à reprendre chaque fois qu'il commençait à voir des problèmes avec un gouverneur, comme un avertissement que ce qui s'était passé avec Xumbregas pourrait bien se reproduire :
O Mendonça era Furtado,

Pois dos paços o furtaram;

Governador governado,

Para o reino o despacharam.

A peste já se acabou:

Alvíssaras, ó gente boa!
O Xumbregas embarcou,

Ei-lo vai para Lisboa.